# 王浩 (数学家)

王氏砖

王浩（1921年5月20日—1995年5月13日），美籍华裔哲學家、數理邏輯學家。

## 生平
1921年出生在中華民國的山东济南，1943年西南聯合大學數學系畢業，1945年清華大學哲學系畢業，国内期间曾师从著名逻辑学家金岳霖。1948年哈佛大學邏輯學博士畢業，同年成為哈佛的助理教授(Assistant Professor)。1950年代初，隨保羅·伯奈斯(Paul Bernays)在蘇黎世學習。1956年獲薦為牛津大學Reader in the Philosophy of Mathematics。1959年，王浩在「IBM 704计算机」上用9分钟计算时间，证明了罗素、阿尔弗雷德·诺思·怀特海所著《数学原理》中数百余条数理逻辑定理；因此在1983年於国际人工智能联合会议荣获首届证明自动化奖（the first Milestone Prize for Automated Theorem-Proving）。1961年任命主持哈佛「數理邏輯和應用數學的Gordon McKay教授紀念講座」。1967年至1991年，領導洛克斐勒大學的邏輯學小組，在那裡他是数理邏輯學教授。
他證明了圖靈機都可轉為一組王氏砖（Wang tile）。
1968年，英國埃德加·科德針對「細胞自動機」提出自己的科德細胞自動機(Codd's cellular automaton)（以王浩的「Wang B-machine」為基礎）論點，以探討「人工生命」議題。

## 著作
- From Mathematics to Philosophy , Hao Wang, Routledge Kegan & Paul,June 1974 ISBN 978-0-7100-7689-2
- A Logical Journey: From Gödel to Philosophy, Hao Wang, The MIT Press, 1997 ISBN 978-0-262-23189-3。